# Mon Repos, Corfu

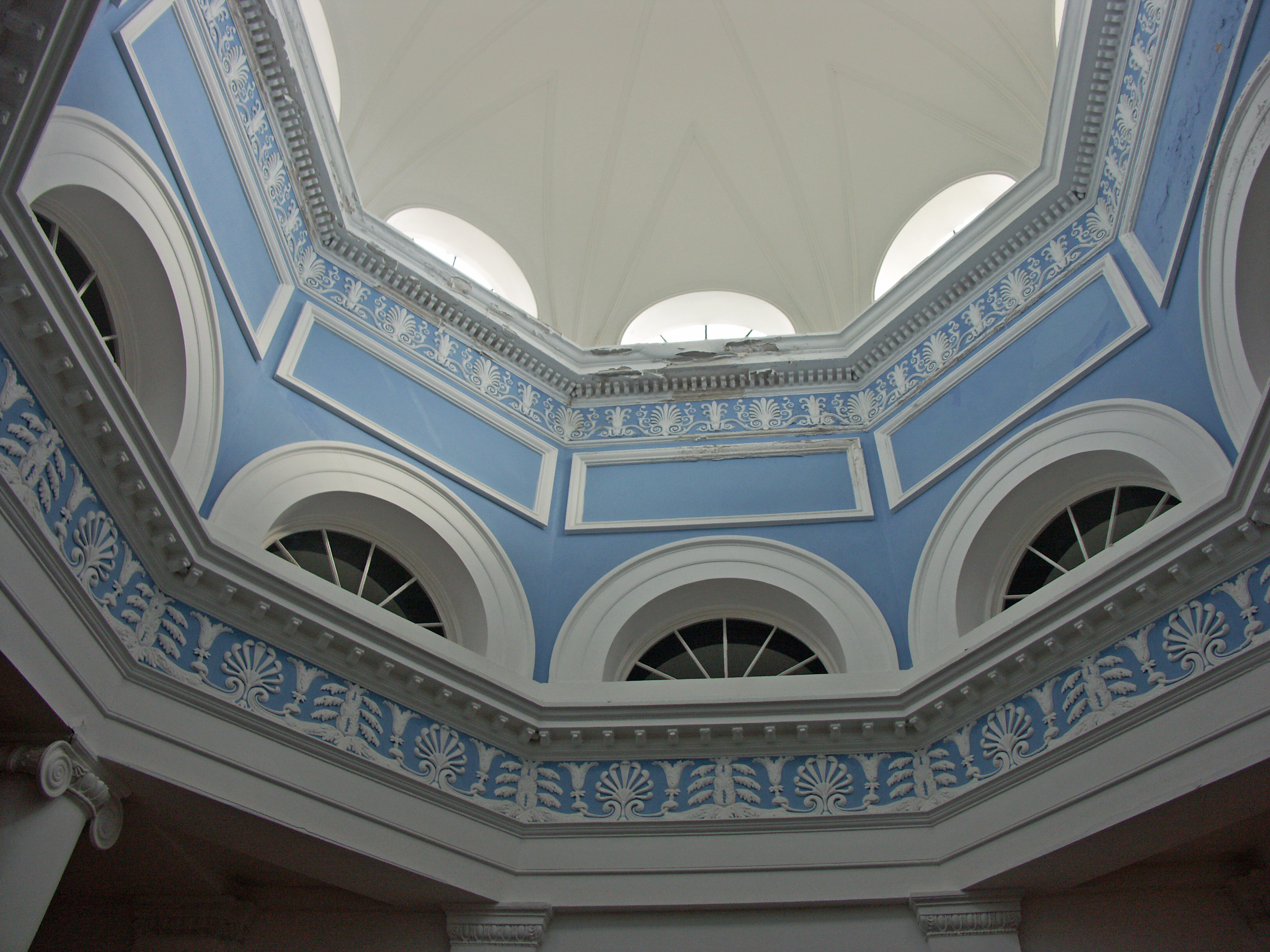
Interior

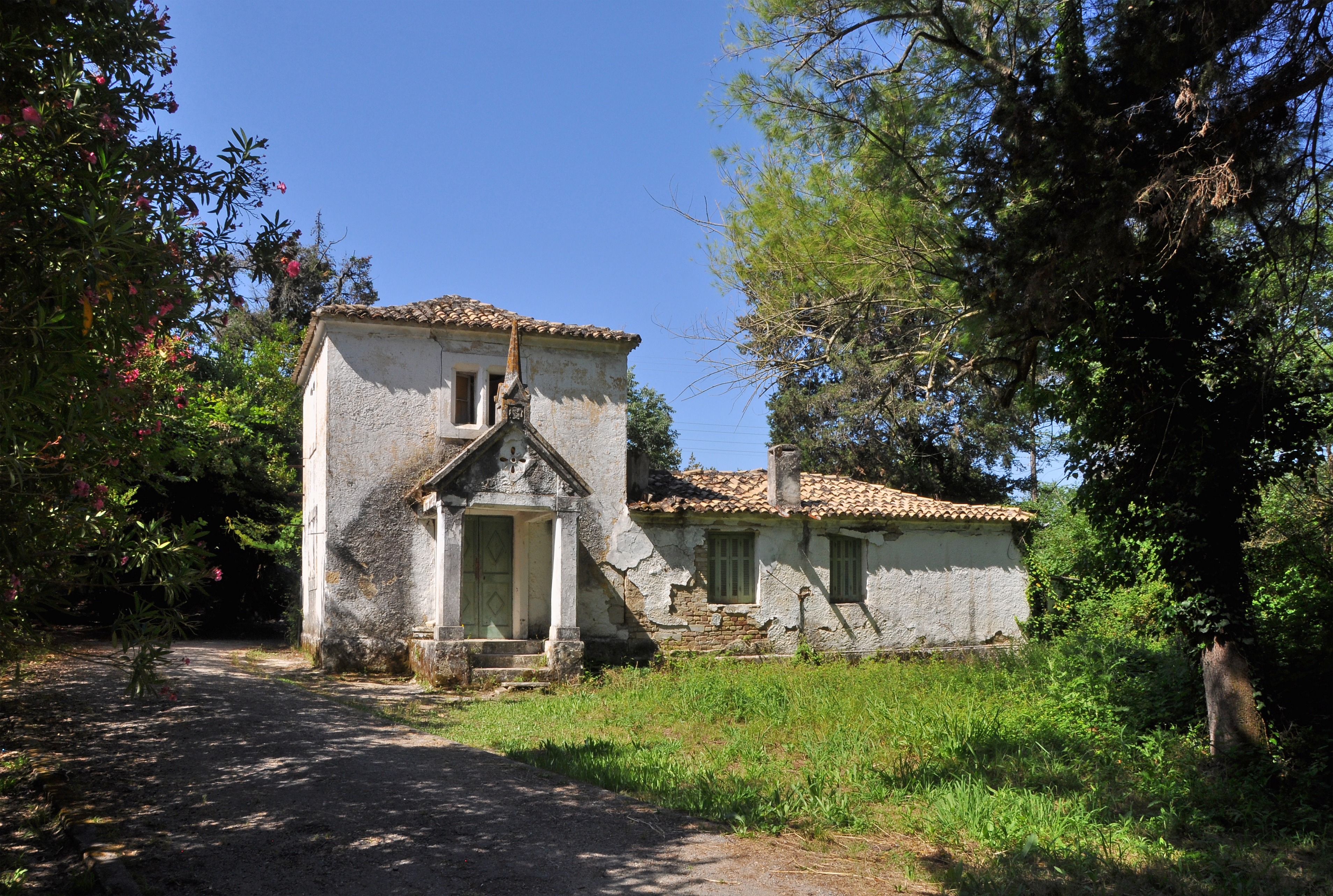
Clădire mică în parc

Mon Repos este o villa de pe insula Corfu, Grecia. Se află la sud de orașul Corfu, în pădurea Palaeopolis. În prezent, în vilă se află Muzeul Arheologic din Paleopolis.

## Istorie
Vila a fost construită ca reședință de vară pentru Înaltul Comisar britanic al Statelor Unite ale Insulelor Ionice, Frederick Adam, și a doua soție a sa (din Corfu), Diamantina „Nina” Palatino, în 1828–1831, cu toate că au trebuit să părăsească vila la scurt timp după aceea, în 1832, când Adam a fost trimis să slujească în India. Mai târziu, vila a fost folosită rar ca reședință a guvernatorilor britanici. În 1833, a găzduit o școală de arte plastice, în timp ce în 1834, parcul din jurul vilei a fost deschis publicului. Împărăteasa Elisabeta a Austriei a rămas acolo în 1863. Aici s-a îndrăgostit de insulă și a construit ulterior Palatul Achilleion.
După unirea cu Grecia în 1864, vila a fost oferită regelui George I al Greciei ca reședință de vară; el a redenumit-o Mon Repos (în franceză, cu sensul de „odihna mea”). Familia regală a folosit-o ca reședință de vară până când regele Constantin al II-lea a l Greciei a fugit din țară în 1967. Vila a devenit ulterior abandonată, dar a fost restaurată în anii 1990.
La vilă au avut loc mai multe nașteri regale, inclusiv cele ale prințesei Sofia a Greciei și Danemarcei la 26 iunie 1914, a prințului Filip, duce de Edinburgh la 10 iunie 1921 și a prințesei Alexia a Greciei și a Danemarcei la 10 iulie 1965. 

## Confiscare
Vila a fost confiscată în circumstanțe controversate la câțiva ani după declararea Republicii Elene în 1974. Confiscarea acesteia și confiscarea altor bunuri ale regelui destituit și exilat Constantin al II-lea, fără nicio despăgubire, au dus la un proces în instanță la Curtea Europeană a Drepturilor Omului.
Argumentul regelui s-a axat pe afirmația că proprietatea în cauză a fost dobândită de predecesorii săi în mod legal și, prin urmare, a fost supusă moștenirii personale regulate. Statul grec a susținut că, deoarece proprietatea a fost fie folosită de familia regală în virtutea statutului său suveran, fie obținută prin folosirea acestui statut, odată ce monarhia a fost abolită, proprietatea a revenit în mod automat în proprietatea publică.
Curtea a ordonat Republicii Elene să plătească regelui exilat o compensație mai mică de 1% din valoarea sa și a permis statului grec să păstreze proprietatea asupra proprietății.
În vilă se află Muzeul Arheologic din Paleopolis Arhivat în 3 martie 2016, la Wayback Machine. aflat în subordinea  Ministerului Elen al Culturii și Turismului. cu obiecte din cupru, argilă, sticlă și os din perioada clasică, secolul al IV-lea î.Hr. - secolul al IV-lea A.D.